# Slovenska mitologija
Slovénska mitologíja oziroma slovenska predkrščanska vera in njena mitologija spadata v skupino slovanske mitologije oziroma slovanskega verovanja. Ohranjena je preko svetih prostorov, ki so jih po večini prekrile cerkve, in v ljudskem izročilu, ki je stare religiozne vsebine prepletlo s krščanstvom. Posebnost slovenske mitologije je zelo dobra ohranjenost celovitega mitološkega opusa o karantansko-karniolskem božanstvu Kresniku. Tako celovito ohranjeno izročilo je v slovanskem svetu nekaj izjemnega.

## Razvoj preučevanja slovenske mitologije
Pokristjanjevanje slovenskih prednikov se je začelo že po letu 751, ko so Karantanci prišli v proces pokristjanjevanja. V tem času so bili uničeni stari idoli, prikrito dvoverstvo pa se je ohranilo še globoko v dvajseto stoletje na več koncih Slovenije; na Krasu v Posočju, Slovenski Istri, Banjški planoti,, v Bohinju in na Dolenjskem. Staroverski bogovi v dobi dvoverstva so znani tudi iz pridige škofa Tomaža Hrena ob polaganju temeljnega kamna za kapucinski samostan v Ljubljani iz katere lahko razberemo, da so Kranjci v 17. stoletju še vedno častili Lado, Plejna in Poberina. Dvoverstvo je povzročilo prepletanje starih izročil z novimi krščanskimi vsebinami.  Prvi val pokristjanjevanja se je pričel že v času pred nastopom frankovskega vladarja Karla Velikega, ko je bila Evropa z večino krščanske  duhovščine vred skoraj povsem nepismena. Tudi zaradi tega skoraj ni ohranjenih zapisov irskih, furlanskih ali germanskih avtorjev o karantansko-karniolskem verovanju. Poznamo pa listino Franciscusa de Clugia iz 16. avgusta 1331 v kateri je izrazil zahvalo in priznanje udeležencem križarskega pohoda proti Kobaridcem. V listini piše, da so šli "ne brez osebne nevarnosti, vse do kraja Kobarid, v isti škofiji, kjer so med gorami nešteti Slovani častili neko drevo in studenec, ki je bil pri koreninah drevesa, kot boga, izkazujoč ustvarjeni stvari čaščenja, ki se po veri dolguje stvarniku." Pohod, kot je opisan v viru iz 14. stoletja, je edini znani križarski pohod v Evropi (kaj pa baltske križarske vojne proti Pomorjancem, Baltom in Fincem?) in še to več stoletij po uradnem pokristjanjevanju. Obenem moramo upoštevati, da so izvori slovenske mitologije umeščeni na jug nekdanjega poselitvenega prostora, znano pa je, da so strani neba pogosto povezane z določenimi božanstvi. Celovite predkrščanske religije Slovencev le na podlagi virov o slovenski mitologiji ne moremo rekonstruirati, zato si pomagamo s primerjalno mitologijo in drugimi vedami.
Vsebino stare slovenske mitologije je zaradi pomanjkanja pisnih virov danes možno preučevati le s pomočjo etnologije, primerjalne mitologije, lingvistike, arheoastronomije in  delno tudi toponomije. Prvi, ki je omenjal slovansko predkrščansko izročilo na področju notranje-avstrijske Kranjske, je bil baron Janez Vajkard Valvasor v svoji Slavi vojvodine Kranjske. Vendar se je Valvasor zapisa o domačem poganskem verovanju lotil na neobjektiven način, tako da je najprej omenil Prokopijev splošen zapis o verovanju Slovanov in potem nekritično prevzel Helmoldove zapise o verovanju zahodno-slovanskih plemen; tako potem tudi sam omenja Radigosta, Prova, Živo, Črnoboga in Svetovita. Kljub temu nam Valvasor v svojem delu ponuja zapise, ki so povezani s starejšim mitološkim izročilom, npr. o čaščenju drevesnih štorov, o boju Lambergarja s češkim velikanom, o kačji deklici Faroniki ali pa o ljubljanskem Povodnem možu, ki je ugrabil lahkomiselno Urško .
Kasneje je Anton Tomaž Linhart v svojem delu Poskus zgodovine Kranjske in ostalih dežel južnih Slovanov Avstrije (1791) poskusil sestaviti slovenski poganski panteon. Linhart se je tudi sam nekritično naslonil na tuje izročilo, vendar pa je že bolj objektiven, ker je že črpal tudi iz domačega izročila. Linhart je trdil, da je bil na čelu starih božanstev Bog, čaščen v gromu in teku ozvezdij, ki pa je vzvišen nad nami. S svetom so bolj povezana nižja božanstva. Linhart loči med bogovi z lastnostjo dobrega in bogovi z lastnostjo slabega. Na vodilno mesto med bogovi dobrega postavlja Svantevida, ki ga imenuje tudi Belinec, Bęlibog in ga skuša povezati tudi s Flynsom. Med dobrimi božanstvi nato omenja Triglava, z oblastjo nad zrakom, zemljo in vodo, nato Radegasta, ki je bil bog veselja, nato Živo, boginjo življenja, Kolędo, boga praznovanja, zatem Božiča,  malega boga gostoljubja, Pahoda/Pahod naj bi bil bog vremena, Provo bi lahko bil bog pravičnosti, a Linhart v njegov obstoj ni bil prepričan, Kurent ali Kurenet je naj bi bil bog razuzdanosti, Krodo/Grodo/Gruden pa naj bi bil slovanski Saturn. Med bogovi z lastnostjo slabega na glavno mesto postavlja Čarta oziroma Černiboga, nato pa omenja vraga, zlodeja in hudiča, čeprav jih ima obenem za variacije istega božanstva. Zatem omenja še Škrata in na koncu še Moro, ki povzroča krče v preponi in tiščanje v želodcu. Nekatera Linhartova božanstva imajo domače poreklo, predvsem nekatera  dobra božanstva pa je nekritično prepisal iz virov o zahodno-slovanskem staroverstvu in tako namišljeni slovenski panteon povečal s Svantevitom, Provom,  Radegastom,  Pohadom,  Grudnom, Živo. Nasprotno je imena zlih božanstev  črpal predvsem iz domače tradicije in tako poleg Černiboga in Čarta omenjal  Hudiča, Vraga, Zlodeja, Moro in Škrata.
Pravilno pot pri preučevanju slovenskega bajeslovja je začrtal šele Valentin Vodnik, ki se je pri preučevanju slovenske mitologije prvi odločil za etnografsko delo na terenu in odkril izročilo o volkodlakih, vedomcih, gorskem možu in gorski ženi, povodnem možu, Torki, Mori, Rokalniku in rojenicah. Eden prvih raziskovalcev, ki je hotel ustvariti zaokrožen panteon slovenskih bogov je bil Matevž Ravnikar - Poženčan, ki pa je v svoje delo Maličje ali Mitologia ob kratkim in Mitologija nekdanjih Slovencov štel tudi grške, rimske in egipčanske bogove..
Slovensko mitologijo je v svoji knjigi o Slovencih raziskoval tudi Rus Jurij Venelin, ki je tudi prvi zapisal ime Slovenci v današnji obliki. Venelinova knjiga Starodavni in današnji Slovenci je izšla 1841 in je prva zgodovina, ki jo je napisal tujec. V poglavju z naslovom Mitologija Slovencev omenja več nižjih mitoloških bitij, vedomce, coprnice in vešče. Nekatere mitološke like je povzemal iz Pohlinove Slovensko-Krainske Grammatike. Med bogove Venelin uvršča Belega boga-Belina; Črnega boga; Peruna, po slovensko ga imenuje Beron; Guslana, kot boga veselja, ki naj bi bil po njegovi mitološki hierarhiji nižji od Pusta; Lado in Bedaja, boga streljanja, uničenja, lova in plena. Venelin ime boga razvije iz čoka, ki so ga kurili od božiča pa do Sv. treh kraljev. Čok so na hrvaškem imenovali tudi badnjak. Venelin Bedaja primerja še z ruskim mitološkim bitjem Kračun, katerega naj bi prav tako praznovali na večer pred Božičem. Na svoj unikaten način je bajeslovje raziskoval Davorin Trstenjak (1817-1890). V periodiki je objavil več člankov, izdal pa je tudi knjižico Triglav, mythologično raziskavanje. Danes so Trstenjakove med akademiki nekatere njegove teorije zavrnjene. V 19. stoletju je mitologijo raziskoval tudi Josip Šuman in ostali, ki so sodelovali pri pisanju knjige Ljudstva Avstro-Ogrske – etnografski in kulturno-zgodovinski oris (Dunaj, Tešen 1881) oziroma pri njegovem desetem zvezku, v katerem so predstavljeni Slovenci. V poglavju Kulturne razmere staroverskih Slovencev Šuman izpostavi boga Svaroga, ki ga postavi za najvišjega boga, stvarnika neba in zemlje, svetlobe in nevihte, kateremu so bili drugi bogovi podrejeni. Poleg tega raziskuje Peruna, ki ga ima za eno od pojavnih oblik Svaroga, slovenskega Triglava pa že takrat primerja s polabskim Triglavom. Predstavi tudi Svetovida, Striboga, Radogosta in Vesno, Lado ter Morano Poleg Šumana je bil pomemben zapisovalec mitološkega izročila Janez Trdina, ki je največ gradiva zbral v knjigi Bajke in povesti o Gorjancih.
V prvi polovici 20. stoletja je velik preskok v preučevanju mitologije naredil Jakob Kelemina s knjigo Bajke in pripovedke slovenskega ljudstva: z mitološkim uvodom. Z mitologijo so se ukvarjali tudi Josip Mal, France Bezlaj, Josip Šašel, Ivan Grafenauer in Milko Matičetov. Sergij Vilfan je mitologijo odkrival tudi v pravnih starosvetnostih.
Predvsem po letu 1990 je preučevanje slovenske mitologije in starega verovanja zelo napredovalo. Po eni strani so etnološki preučevalci na terenu zbrali obsežno gradivo, po drugi strani je pri preučevanju zaznati napredek pri uporabi primerjalne metode. Pomembno delo pri širjenju preučevanja slovenskega bajeslovja je opravil Damjan J. Ovsec, ki je leta 1991 izdal knjigo z naslovom Slovanska mitologija in verovanje. V tej knjigi Ovsec uporabi primerjalni pregled in obenem zastopa hipotezo o htonski, lunarni naravi slovanskega in slovenskega bajeslovja. Za njim je etnolog Slavko Ciglenečki konec devetdesetih z uporabo primerjalne metode pokazal na povezave med Kurentom in antičnim kultom Kibele, Andrej Pleterski je na podlagi primerjalne metode rekonstuiral staroverski pomen karantanskega ustoličevanja, etnolog Zmago Šmitek pa je leta 2001 pokazal na povezavo med Sv. Jurijem/Jarilom in ozvezdjem Orion . Leta 2001 je obsežno študijo o Volčjem pastirju objavila Mirjam Mencej, ki je z uporabo primerjalne metode Volčjega pastirja uspela povezati predvsem z Velesom in Jarilom.  Leto kasneje je Nikolai Mikhailov objavil delo, v katerem slovenskega Kresnika izpeljuje iz Peruna. Šmitek je leta 2004 izdal obsežno delo z naslovom Mitološko izročilo Slovencev: Svetinje preteklosti, ki na enem mestu zbere avtorjeva spoznanja, nastala iz etnološkega gradiva in uporabe primerjalne metode. Leta 2008 je Monika Kropej izdala pregledno knjigo o slovenskih mitoloških bitij z naslovom Od ajda do zlatoroga, v katero pa ni vključila vseh mitoloških bitij iz knjig Pavleta Medveščka, npr. prasilo Nikrmano in ostala manj poznana nižja mitološka bitja.
Mitologijo so v zadnjih letih raziskovali tudi drugi samostojni raziskovalci. Primorsko božanstvo Belina je raziskoval Ivo Petkovšek, Jože Munih pa raziskuje svete prostore starovercev, ki sta jih odkrila Pavel Medvešček in Rafael Podobnik, na podlagi mističnih energij, ki da jih vsebujejo tako zaznamovani kamni kot prostori, na katerih so postavljene svete skale in druge svete naravne tvorbe. Povsem na drugačne temelje je bajeslovno izročilo postavil Jožko Šavli, ki pa med ostalimi raziskovalci mitologije ni naletel na velik odziv. Mitologijo oziroma njene svete prostore in kultne točke je raziskoval tudi Andrej Rant, Ilija Popit in Janez Bizjak v knjigi Ostaline megalitske kulture v slovenskih Alpah ali Odmevi megalitske kulture v slovenski krajini in v njenem kulturnem izročilu. Leopold Sever pa raziskuje mitologijo skozi toponime in preko ljudskega izročila, ki potrjuje obredna umivanja v potoku še sredi dvajsetega stoletja.
Pojavile pa so se tudi nove metode preučevanja, npr. arheoastronomsko raziskovanje obrednih kotov pri povezanih kultnih točkah, kjer je pomembno delo odigral Andrej Pleterski. Preučevalci slovenske mitologije so tudi: Janez Bogataj, Roberto Dapit, Katja Hrobat in Boštjan Kravanja. Posebno mesto pri preučevanju slovenske mitologije ima revija Studia Mythologica Slavica, ki od leta 1998 izhaja enkrat letno in objavlja članke s področja preučevanja slovanskih običajev in slovanske mitologije.
V zadnjem času je slovenska mitologija tudi predmet preučevanja v diplomskih delih.

## Osnovne poteze slovenske mitologije
Slovenska mitologija ima največ podobnosti z ostalimi slovanskimi mitologijami in jo zato lahko uvrščamo pod slovansko mitologijo, čeprav ima tako kot vsaka lokalna slovanska tradicija, mnogo edinstvenih mitoloških likov. Glavni značilnosti (balto)slovanske mitologije, ki se kažeta tudi pri slovenski mitologiji, sta glavni mit in vegetacijski mit. Glavni mit govori o borbi gromovnika Peruna z zemeljskim Velesom, v kateri vedno zmaga Perun. Vzrok njune borbe je Velesova kraja Perunove žene, sestre ali živine. Boj gromovnika s htonskim božanstvom se kaže že v Rigvedi. Slovensko različico glavnega mita je Nikolai Mikhailov prepoznal v borbi Kresnika z Vedomcem oziroma krivim Kresnikom. Ko Kresnik premaga nasprotnika začne padati dež pomešan s pšenico, kar simbolizira plodnost. Vegetacijski mit, ki sta ga rekonstruirala Radoslav Katičić in Vitomir Belaj na podlagi baltskih in slovanskih ljudskih pesmi, govori o Jurijevi hoji skozi leto. Na zimski solsticij, Božič se rodi Jurij, deseti sin Peruna, a ga isti dan odnesejo koledniki, Velesovi odposlanci. Mladost preživi v onstranstvu, ker je tukaj zima. Na naš svet se vrne na Jurjevo, ko odklene naravo in prinese pomlad. Na ta dan spozna svojo sestro Maro s katero se poroči na kresni večer. Ob tem prazniku Jurij nastopa pod imenom Ivan Kupalo oziroma Janez Kresnik. Jurij kasneje Maro prevara, na kar ga Mara ubije in se zato spremeni v grdo Morano. Jurij umre samo navidezno, zadnjič se pojavi na božični večer, naslednji dan pa se ponovno rodi.

### Slovenska bajeslovna bitja
Mnoga slovenska bajeslovna bitja srečamo tudi pri drugih Slovanih, nekatera pa so bila prevzeta od drugod ali pa so rezultat lokalnega razvoja. Skupni slovenski in slovanski mitološki liki: 
- božanska trojica: Perun, Veles in Mokoš. Po Perunu se pri Slovencih in drugod na Balkanu še danes imenuje roža Perunika, na Gorenjskem je kraj Velesovo in v Prekmurju je potok Mokoš.
- Jarilo
- Svarog
- Belibog
- Rusalka je splošno slovanski mitološki lik, na Slovenskem je poznana v Prekmurju. Verjetno obstaja tudi povezava med najstarejšo slovensko pustno masko Ruso, ki predstavlja konja in rusalko, ki je prav tako povezana s konjem in njegovim hrzanjem. V folklori se rusalke pojavljajo v času od pusta do kresa.[62]
- Baba je mitološko bitje, ki predstavlja duhove prednikov. Njeno nasprotje je Ded. Oba sta povezana s kultom prednikov. V Sloveniji je mnogo hribov[63] in skalnih tvorb[64] poimenovah po Babah in Dedcih, npr. gora Baba v Alpah, Dovška Baba, Babje koleno, Babno polje, Babji zob ali pa hribi Dedniki. Tudi pri pustnih maskah dobimo Babo in Deca.
- Sojenice oziroma Rojenice. V ljudski folklori se pojavljajo vedno tri ob rojstvu otroka, prva mu sodi mladost, druga zakonsko življenje in tretja smrt. Zraven njih se pojavlja vedno še berač ali popotnik, ki po naključju sliši njihovo sodbo. Predstava o treh ženah, ki napovedo otroku prihodnost je verjetno še iz indoevropske dobe, podobno predstavo dobimo tudi pri germanskih ljudstvih. Pri Rusih so Rojenice oziroma Roždenice povezane z bogom Rodom. V Sloveniji še ni zadostno raziskana morebitna povezava Rojenic z bogom Rodom.
- Bes

Slovenska mitologija se od slovanske zato razlikuje po nekaterih posebnostih: 
- Kresnik: Nekoč je bil pomembno božanstvo med Karantanci in Karniolci, med drugimi Slovani ni bil poznan ali pa je imel le manjšo vlogo. Čeprav se zdi zelo povezan s kultom Peruna ali Jarila, zaradi česar ga nekateri enačijo s Perunom [61], primerjalna metoda pokaže tudi na podobnosti z indoarijskimi Yimo, Indro in Mitro, obenem pa nastopa kot Gospodar svetovne gore[65]. Kresnik kot bog je izrecno označen za solarno bitje, za razliko od Peruna, kjer imamo po Ovsecevem mnenju opraviti z lunarnim kultom[66].  Njegovo solsticijsko poletno obeležje  Kresnika povezuje predvsem s sončnimi božanstvi kakršno je indijski Indra ali egipčanski Ra[21]; ker je omenjen kot Božji sin, bi bil lahko slovenska oblika Svarožiča.
- Kurent (mitologija) je drugo zelo pomembno slovensko bajeslovno bitje in nima povsem jasnega izvora. Slavko Ciglenečki je odkril podobnosti med borovim gostüvanjem, kurenti in piceki na eni strani in antičnim izročilom o sekanju bora v povezavi s kultom Kibele, ki so jo spremljali kureti in koribanti, na drugi strani[35][67]. Toda Kurent ima glede poljedelske vloge obenem tudi zanimive podobnosti z baltskim bajeslovnim bitjem Curche/Kurke[68].
- Protistavnost med Perunom in Velesom je pri alpskih Slovanih igrala vse manjšo vlogo, kajti to temo je vedno bolj prehajala na protistavnost med Kresnikom in njegovim nasprotnikom Vedomcem oziroma Kačjo kraljico.  Obe božanstvi so Alpski Slovani sicer poznali, o čemer pričajo ljudske pesmi o Sv. Florentinu/Florijanu in Sv. Valentinu[69], po drugi strani pa o Perunu poleg prekmurskega izročila morda pričajo še zgodbe o bajeslovnem Perku[70]  in o čarovniku Pjerinu pod hrastom[71]. Obstaja tudi pesmica o Sv. Velku[72].
- Zlatorog: pripada predslovanskemu izročilu in takšne pripovedke o zlatorogem gamsu najdemo med ostalimi Južnimi Slovani, med Albanci in med Grki [73].
- čateži: čateži so pijanska bajeslovna bitja iz vzhodne in zahodne Slovenije, za katera je značilno, da zgoraj ljudje, spodaj pa kozli, in da so med ljudi sejali paniko[74]; verjetno gre za vplive starih verovanj v Favna in Pana.
- Kralj Matjaž: primerjalno gledano ustreza iranskemu Yimi; o spanju kralja pa na svoj način govorijo Irci, Švicarji (junak Grütli), Portugalci (kralj Sebastjan), Čehi (kralj Vencelj) in Srbi (Kraljevič Marko) [75].
- Kraljevič Marko: ta junak praviloma nastopa v srbskih pripovedkah. Morda je v slovensko izročilo prišel z Uskoki.
- Belin: to primorsko božanstvo ali bajeslovno bitje morda pripada predslovanskemu venetskemu izročilu ali pa gre za splošno slovansko božanstvo Beli bog oziroma Marjeta Šašel Kos meni, da lahko gre za preplet obeh bogov.[76].

Izmed številnih bajeslovnih bitij je nekdaj imela božanski status večina izmed sledečih: 
- Kresnik
- Trot,  Kresnikov brat[74][77]
- Vedomec , ki velja za nasprotnika Kresnika[78]
- Kurent
- Svetovid, ki so ga nadomestile nekatere cerkve Sv. Vida.
- Perun, ki je morda istoveten tudi s Perkom
- Veles, ki je morda istoveten tudi z Velkom
- morda Perunika, katere ime je preživelo kot Faronika [79]
- Mokoška [80]
- Jari/Jarilo[81]
- Svarog, o katerem so se na Slovenskem in Avstrijskem ohranili toponimi[82]
- Belin
- Nikrmana
- verjetno  Svetovid. O njegovi prisotnosti v karantansko-karniolskem prostoru ni enotnega mnenja. Lahko ga poskusimo povezovati s slovenskim čaščenjem Sv.Vida. Svetovit bi lahko npr. bil ostareli modrec, ki v celovški pripovedki nastopa v zgodbi o Herkulesovemu (to je najverjetneje Kresnikovem) boju proti zmaju [83], zanimivo je tudi, da na območju Pake stoji kmetija Svarošek, katere ime je povezano s Svarogom ali Svarožičem, in kmetija leži v bližini cerkve Sv. Vida[84].
- morda Pehtra/Torka, ki je nastopala kot nekakšna Hekata/Artemida.
- morda  Čarostrelec, ki nastopa kot Perkotov brat[70].
- Triglav

### Slovenska kozmogonija
Slovenci imajo ohranjene vsaj tri ali štiri predkrščanske kozmogonske mite,  to je mite o stvarjenju sveta, ki izvirajo iz predkrščanskega izročila:
- kozmogonija pred pojavom nebesnih teles (Mengeška bajka): neko božanstvo s pogledom  ustvarja svet in nebesna telesa[85].
- kozmogonija po nastanku nebesnih teles in pred nastankom talne zemlje (Šišenska bajka): Božanstvo, ki je poosebitev Lune, se potopi v morje in iz morskega dna prinese talno zemljo[69][86]. Ta stara bajka ima vzporednice z indijsko mitologijo, kjer je Višnu ustvaril zemljo tako, da se je potopil v morje in jo prinesel iz morskega dna [87].
- kozmogonija o nastanku ognja: neko božanstvo se spusti v pekel in od tam prinese ogenj[88].  To bajko pogojno lahko uvrstimo v cikel ustvarjanja sveta.
- zaključek kozmogonije z nastankom plodne zemlje: neko božanstvo je bivalo med ljudmi, nato pa je ljudem zapustilo svoje telo, iz katerega je nastala plodna prst[89].

### Nebesna telesa in slovenska mitologija
Predniki Slovencev so tako kot vsa stara ljudstva opazovala nebo. To se kaže tudi v poimenovanjih nebesnih teles: Rimsko cesto so imenovali Mlečna cesta, Šentjanževa pot, Božja cesta in Koruška cesta. Sirij so imenovali Kuzlak ali Pasja zvezda, Crux so imenovali Križ, Svetega Ivana križ, Šmarni križ ali Marijin križec. Za Plejade so uporabljali tudi imena Kura s piščeti, Kokoščica, Kokla, pa tudi Zlatenc, Lasteni, Lašči, Vlašiči. Ursa maior je imel ime Voz Sv. Elije ali Voz Sv. Martina. Planet Jupiter se je imenoval Svetlica, Mars Ognjena zvezda, Venera Jutranja zvezda, Danica, Večernica, Sončnica in druge izpeljanke teh imen. Podobna imena so bila v rabi tudi pri ostalih slovanskih narodih. Za komet so znana imena Curkasta zvezda, Lasata zvezda, Repača (zvezda repatica, zvezda z repam, repasta zvezda), Zarnica ali Zvezda z metlo. Ohranjenih je še vrsto ljudskih zvezdnih imen, za katere pa ne vemo, katerim današnjim imenam zvezdam pripadajo. Imena zvezd so tekom stoletij verjetno prehajala z ene zvezde na drugo. Za Gostosevce poznamo slovensko ime Stožerčiči, na Ruskem pa je Stožar ime za zvezdo severnico. Večina od teh imen je povezanih s krščanstvom oziroma je pokristjanjnenih. Po drugi strani v slovenskem izročilu lahko že zelo zgodaj, morda že v 8. stoletju, opazimo staro povezavo med kultom Jarila (Sv. Jurija)in ozvezdjem  Orion .
Vzhodnoalpski Slovani in njihovi predniki ter Slovenci v času dvoverja so opazovali nebo. Protistavnost med pomladnim Perunom, bogom strel, in jesenskim Velesom, bogom čred,  npr. izhaja iz starodavnega indoevropejskega opazovanja polne pomladanske Lune v ozvezdju Strelec/Sagittarius in jesenske polne Lune v ozvezdju Bik/Taurus. Na sploh je Mesec igral pomembno vlogo v slovenski kakor tudi v slovanski mitologiji: na slovenskem teorijo o lunarnosti oziroma htonski naravi  slovanskega in slovenskega bajeslovja zastopa etnolog Damjan J. Ovsec .
Na osnovi zapletenega preučevanja ljudskih pesmi je Vlado Nartnik poskušal dokazati astronomske povezave med slovenskimi in slovanskimi bajeslovnimi bitji in nekaterimi astronomskimi kategorijami.  Vendar k takemu preučevanju ni uspel pritegniti drugih raziskovalcev. Na drugi strani je Andreju Pleterskemu uspelo prodreti z idejo o obrednem kotu, ki je danes potrjena z nič koliko preizkusi. Preučevanja Pleterskega in njegovega kroga raziskovalcev so pomembna,  ker je bilo z njimi arheoastronomsko potrjeno, da so tudi slovanska oziroma slovenska božanstva povezana z astronomskimi kategorijami.

### O starih slovenskih šegah
Velik del ljudskega koledarja s svojimi šegi in praznovanji ima izvore v predkrščanski religiji Slovencev. Mnogo šeg ima danes povsem krščanski pomen, vsebina pa je še predkrščanska in je skupna mnogim slovanskim, pa tudi drugim evropskim narodom. Še staroverski izvor ima na primer mnogo folklore okoli Velike noči, barvanje pirhov oziroma pisanic ali pa okraševanje hiše z zelenjem na Božič, božično drevo in blagoslavljanje doma. Prav tako dobimo sledi stare vere še v mnogih rekih, zagovorih in vsakdanjih verovanjih, npr. Volčji dnevi od Božiča pa do sv. Treh kraljev, koledniki, pustni liki, pomladni obhodi Kresnic oziromna Ladaric, šege ob rojstvu, poroki in smrti (sedmina, zlivanje vode, zadušnica, itd.).
Nekatere letne šege, ki izvirajo še iz prekrščanske dobe:
- Koledovanje v smislu božičnega obredja[108]
- Pustovanje, kurentovanje  in Jurjevanje izvirajo iz obredja, povezanega s pojavom prve pomladi[109].
- Kresovanje je obred kurjenja kresov in je povezan predvsem s Kresnikom[110][111]. Poleg kresovanja na kresni večer, praznik posvečen Kresniku, pa je bilo kresovanje tudi za božični večer. Slednje je bilo namenjeno mlademu soncu, Božiču oziroma Svarožiču.